# 魏家镇
魏家乡，是中华人民共和国四川省达州市万源市下辖的一个乡镇级行政单位。

## 行政区划
魏家乡下辖以下地区：
熊家坝村、大榜上村、小坪子村、楠木坝村、石坝村、龙王塘村和档山村。